# Valora Analitik
Valora Analitik es un sitio web noticioso colombiano fundado por los empresarios Camilo Silva y Alejandro Montoya. El enfoque principal del sitio es económico, financiero y de actualidad colombiana.
Es un medio de comunicación independiente especializado en la difusión de noticias relacionadas con economía, finanzas y negocios en Colombia y América Latina. Se caracteriza por ofrecer contenido actualizado sobre mercados financieros, análisis macroeconómicos, y tendencias empresariales, dirigido a profesionales del sector financiero, inversionistas y el público interesado en temas económicos y de actualidad.

## Historia
Nace en 2017 como lo indica Camilo Silva, fundador, "enviando contenidos vía correo a unos suscriptores, a unos amigos cercanos y luego se nos fue ampliando la base de datos, de ahí, creamos una plataforma informativa.".
Se funda bajo la empresa de Valora Inversiones S.A.S.

## Equipo
Los fundadores Camilo Silva y Alejandro Montoya, han sido desde sus inicios las cabezas del medio de comunicación junto al periodista económico Rodrigo Torres Villamil, quien se ha desempeñado como director de contenidos. Así se encuentra distribuido el equipo en su parte directiva:
- Gerente (socio fundador): Camilo Silva
- CFO (socio fundador): Alejandro Montoya
- Director de contenidos: Rodrigo Torres Villamil
- Gerente de producto y tecnología: Andrés Hernández Godoy
- Gerente de nuevos negocios: Lucio Rodríguez
- Directora jurídica: Natalia Henao

Equipo comercial:
- Director comercial: Wilmar Ladino Hernández
- Directora de negocios sede occidente: Katherine Sarria
- Directora de foros y experiencias: Camila Pérez Uribe
- Analista de negocios: Mabel Quintero
- Ejecutiva de suscripciones: Ana María Betancur
- Diseñadora publicista: María Paula Carmona

Entre los editores se encuentran:
- Sebastián Londoño
- Andrés Cardona Pérez
- Sergio Rodríguez Sarmiento
- María Camila Zapata

Los periodistas que componen la sala de redacción son:
- Yennifer Sandoval
- María Camila Pérez
- María Fernanda Herrera
- Óscar Barrero
- Daniela Montes
- Juan Pablo Vega
- Carolina Rhenals
- Paula Valencia Murcia
- Juan Guillermo Neira
- Hasblady Pastrana
- Emanuel Quintero Gaviria
- Camila Bernal

Otros colaboradores de la publicación incluyen Felipe Asprilla, Steven Urrego, Santiago Bohórquez en el área de tecnología y en el área administrativa Ana María Molina, Daniel Gómez, Paola Cortés

## Financiación
Valora Analitik inició gracias al capital privado de sus fundadores y se mantiene en la actualidad a través de pauta y suscripciones a su servicio premium

## Premios
- Premio Nacional de Periodismo Analdex 2024.[3] Categorías de medios de comunicación, en prensa escrita y digital. Por el especial: “Puerto Antioquia: un megaproyecto para Colombia, una esperanza para Urabá”.
- Premio a la Transformación Digital Empresarial. PwC & Cintel.[4] Categoría de servicio al cliente por: Valeria[5][6][7] el bot noticioso de Valora Analitik.
- Premios de Periodismo Financiero de Asobancaria 2024.[8] Primer lugar categoría escrita con el trabajo Transformando el Presente: Sector Financiero Impulsa la Movilidad Sostenible en Colombia
- Premio Nacional al Periodismo Económico de la ANIF 2023.[9][10] Primer lugar y segundo lugar.

## Canales oficiales
- Facebook
- X
- Instagram
- Telegram
- YouTube
- Tiktok